# Kalamazoo
Kalamazoo je město na jihozápadě amerického státu Michigan. Je to okresní město okresu Kalamazoo. Podle sčítání lidu v roce 2010 mělo město 74 262 obyvatel. Kalamazoo je hlavní město metropolitní oblasti Kalamazoo-Portage, ve které v roce 2015 žilo 335 340 obyvatel. Kalamazoo je vzdálené asi 240 kilometrů od Chicaga a Detroitu.

## Partnerská města
Město Kalamazoo v Michiganu má tři partnerská města.
- Kingston, Jamajka
- Numazu, Šizuoka, Japonsko
- Puškin, Petrohrad, Rusko